# Paul Bollendorff
Paul Bollendorff (ur. 25 czerwca 1980 w Luksemburgu) – luksemburski piłkarz występujący na pozycji obrońcy.

## Kariera klubowa
Jako junior Bollendorff grał we francuskim zespole FC Metz. W trakcie swojej seniorskiej kariery reprezentował barwy szwajcarskich drużyn, takich jak FC Fribourg i FC Münsingen, które grały w trzeciej lidze, a także występował w rezerwach BSC Young Boys, które grały w piątej lidze.

## Kariera reprezentacyjna
W reprezentacji Luksemburga zadebiutował 12 lutego 2002 w zremisowanym 0:0 towarzyskim pojedynku z Albanią.
W drużynie narodowej rozegrał trzy spotkania, wszystkie w 2002 roku.